# 第27山岳歩兵旅団 (フランス陸軍)
第27山岳歩兵旅団（だいにじゅうななさんがくほへいりょだん、27e brigade d'infanterie de montagne：27e BIM）は、フランス陸軍の旅団のひとつ。CFAT隷下の歩兵旅団で司令部をイゼール県のグルノーブルに置く。旅団は約6,500名の隊員で構成される。
元となった部隊は旧第27山岳師団で、1993年に師団から旅団に改編された。2016年7月1日に第7機甲旅団および第9海兵軽機甲旅団とともに第1機甲師団の隷下部隊となる。

## 沿革
- 1888年：アルペン猟兵が創設される。
- 1944年：アルプス山脈一帯の解放に従事する。
- 1945年：オーストリアに駐留。（ - 1954年まで）
- 1954年：アルジェリア戦争に参加。（ - 1962年まで）
- 1962年：師団編制から、第17旅団と第27旅団に再編制される。
- 1976年：ミシェル将軍の指導の下、師団編制に復活される。
- 1993年：再び旅団となる。
- 2016年7月1日:第1機甲師団の隷下となる。

他にもレバノン、チャド、ボスニア、コートジボワール及びアフガニスタンに小規模の部隊を派遣した実績がある。

## 編制
- グルノーブル駐屯地（イゼール県）
  - 旅団司令部及び同付中隊
- ブール＝サン＝モリス駐屯地（サヴォワ県）
  - 第7アルペン猟兵大隊
- バルビ駐屯地（サヴォワ県）
  - 第13アルペン猟兵大隊
- クラン＝ジェヴリエ（アヌシー）駐屯地（オート＝サヴォワ県）
  - 第27アルペン猟兵大隊
- ギャップ駐屯地（オート＝アルプ県）
  - 第4猟兵連隊
- ヴァルス＝アリエール＝エ＝リセ駐屯地（イゼール県）
  - 第93山岳砲兵連隊
- サン＝クリストル駐屯地（ヴォクリューズ県）
  - 第2外人工兵連隊